# Terminalia gossweileri
Terminalia gossweileri là một loài thực vật có hoa trong họ Trâm bầu. Loài này được Exell & J.G.García miêu tả khoa học đầu tiên năm 1962.